# دانشگاه پی‌تی سامبونات
دانشگاه پی‌تی سامبونات (به انگلیسی: Pt. Sambhunath University) یک دانشگاه در هند است.